# Windows Sysinternals
Windows Sysinternals (anteriormente con el nombre de Winternals Software LP) es una empresa web que ofrece recursos técnicos y utilidades de software gratuito, especialmente para los usuarios que posen ordenadores con el sistema operativo Windows. También la empresa ha desarrollado un software que  sea efectivo para realizar decenas de tareas de mantenimiento, monitorización, y para resolver algunos de los problemas que se pueden encontrar en el sistema operativo, sin importar el nivel de conocimiento del usuario, aunque ofrece otras soluciones variadas relacionadas con el acceso a internet, gestión de archivos y discos de seguridad, información de sistema, etc. El 19 de julio de 2006, Microsoft adquirió la empresa con el fin de mejorar las herramientas necesarias de softwares y del sistema operativo.

## Historia
Winternals Software LP fue fundado por Bryce Cogswell y Mark Russinovich en 1996, para hospedar utilidades avanzadas para Windows y su suite estaba compuesta por más de 70 aplicaciones. También son conocidos por haber provocado el escándalo de protección de copia de CD Sony BMG 2005 en una publicación de octubre de 2005 en el blog de Sysinternals.

## Herramientas del Software
Entre las utilidades que se destacan con la finalidad de resolver problemas de otros softwares son:
Autoruns: Es una herramienta que permite mostrar los programas, servicios y drivers de una PC al momento de encender. Se organiza en categorías por pestañas.
BGInfo: Ayuda a mostrar información del sistema en la pantalla del escritorio del sistema operativo. Esto permite al usuario que sea práctico.
Desktops: En los sistemas operativos Windows 10, esta función ya no es necesaria, pero funciona con los sistemas Windows anteriores.
Disk2vhd: Realiza una copia del contenido de un disco físico convirtiendo en un archivo VHD.
Process Explorer: Es una herramienta de monitoreo avanzada para Windows que muestra el sistema de archivos en tiempo real, el registro y la actividad de procesos / hilos.
Sysmon: es un servicio del sistema de Windows y un controlador de dispositivo que, una vez instalado en un sistema, permanece residente en todos los reinicios del sistema para monitorear y registrar la actividad del sistema en el registro de eventos de Windows.